# Julij (ime)
Julij je moško osebno ime.

## Različice imena
- moške oblike imena: Julči, Jule, Julian, Julijan, Julijo, Julius, Julen, Julko
- ženske oblike imena: Julija, Julijana, Julka

## Tujejezikovne različice imena
- pri Nemcih: Julius(m), Julian(m), Juliana(ž), skrajšano Liana(ž)
- pri Francozih: Jules(m), Julien(m), Julienne(ž), Juliette(ž)
- pri Angležih: Julian
- pri Italijanih: Giulio(m), Giulia(ž)
- pri Nizozemcih: Iliane
- pri Rusih: Uljan (m), Uljana (ž)
- pri Madžarih: Gyula
- pri Špancih: Julio
- pri Portugalcih: Júlio
- pri Hrvatih, Srbih: Julije

## Izvor imena
Ime Julij izhaja iz latinskega rodovnega imena Julius, ki ga razlagajo kot skrajšano ime iz Jovilius v pomenu »Jupitrov, božji«.

## Pogostost imena
Po podatkih Statističnega urada RS je bilo na dan 30. junija 2006 v Sloveniji 240 oseb, ki so imele ime Julij. Med vsemi imeni je ime Julij po pogostosti uvrščeno na 360 mestu. Ostale oblike imena, ki so na ta dan v Sloveniji še bile v uporabi: Jule (6), Julian (24), Julijan (314), Julijo (5), Julius (5), Julko (6), Julija (1279), Julijana (2729) ter Julka (152).

## Osebni praznik
Julij in Julijan je ime več svetnikov. Med njimi sta Julius I., (papež v letih 337 do 352), ki goduje 12. aprila in Julijan, (mučenec umrl 302 v Egipru), ki goduje 27. maja.

## Znane osebe
Najznamenitejši predstavnik tega imena je Gaj Julij Cezar

## Zanimivost
V francoščini je iz imena Jules nastal izraz jules v pomenu »soprog, ljubček, tudi nočna posoda«.